# Ritonavir
Ritonavir, được bán dưới tên thương mại Norvir, là một loại thuốc kháng retrovirus được sử dụng cùng với các loại thuốc khác để điều trị HIV/AIDS. Việc điều trị kết hợp này được gọi là liệu pháp kháng retrovirus có hoạt tính cao (HAART). Thường thì thuốc này chỉ dùng với liều thấp và được sử dụng kết hợp với các chất ức chế protease khác. Chúng cũng có thể được sử dụng kết hợp với các thuốc khác để điều trị viêm gan C. Chúng được đưa vào cơ thể qua đường miệng. Dạng viên con nhộng của thuốc không hoạt động giống như dạng viên nhỏ.
Các tác dụng phụ thường gặp bao gồm buồn nôn, nôn, chán ăn, tiêu chảy và tê tay và chân. Tác dụng phụ nghiêm trọng có thể kể đến các vấn đề về gan, viêm tụy, phản ứng dị ứng và loạn nhịp tim. Tương tác nghiêm trọng có thể xảy ra nếu dùng với một số loại thuốc khác bao gồm amiodarone và simvastatin. Ở liều thấp, thuốc được coi là chấp nhận được nếu dùng trong khi mang thai. Ritonavir thuộc nhóm chất ức chế protease. Thuốc thường được sử dụng để ức chế enzyme chuyển hóa các chất ức chế protease khác. Sự ức chế này dẫn đến nồng độ cao hơn của thuốc đằng sau.
Ritonavir đầu tiên được đưa vào sử dụng vào năm 1996. Nó nằm trong danh sách các thuốc thiết yếu của Tổ chức Y tế Thế giới, tức là nhóm các loại thuốc hiệu quả và an toàn nhất cần thiết trong một hệ thống y tế. Trên toàn cầu, chi phí bán buôn ở các nước đang phát triển là từ 0,07 đến 2,20 USD mỗi ngày. Tại Hoa Kỳ, chi phí khoảng 9,20 đến 55 USD mỗi ngày tùy thuộc vào liều lượng.